# 用心棒
『用心棒』（ようじんぼう）は、1961年に公開された日本の時代劇映画である。監督は黒澤明、主演は三船敏郎。モノクロ、東宝スコープ、110分。桑畑三十郎を名乗る浪人が、宿場町で対立するヤクザ同士を衝突させて壊滅させるという物語で、理屈抜きの娯楽映画として興行的に大ヒットし、1962年に続編の『椿三十郎』が作られた。三船は本作品で第22回ヴェネツィア国際映画祭の男優賞を受賞。本作品は刀の斬殺音や残酷な描写を取り入れるなど、従来の時代劇映画の形式を覆して後の作品に大きな影響を与え、1964年にはセルジオ・レオーネ監督のマカロニ・ウエスタン『荒野の用心棒』で非公式にリメイクされている。

## あらすじ

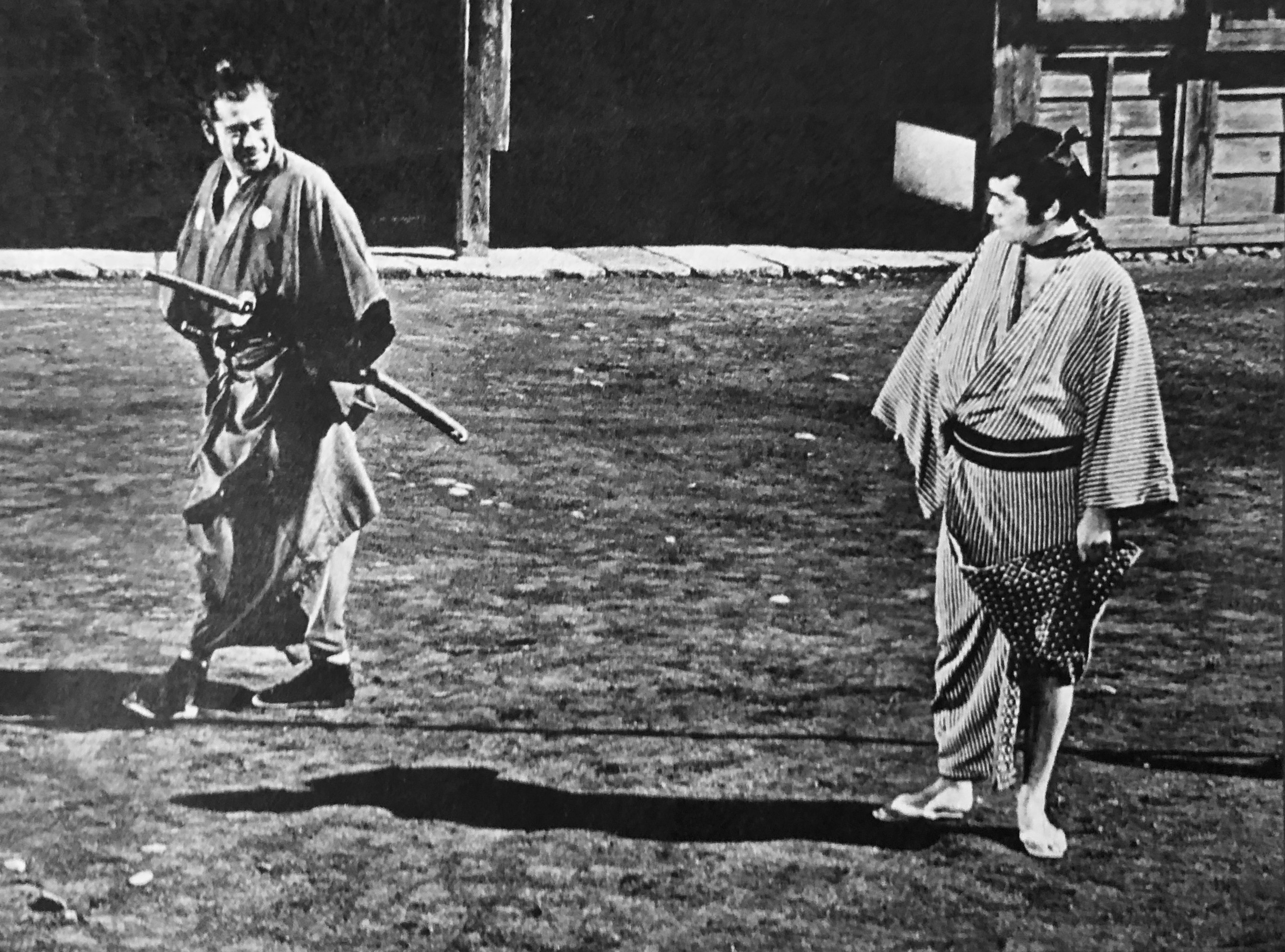
三船敏郎、仲代達也

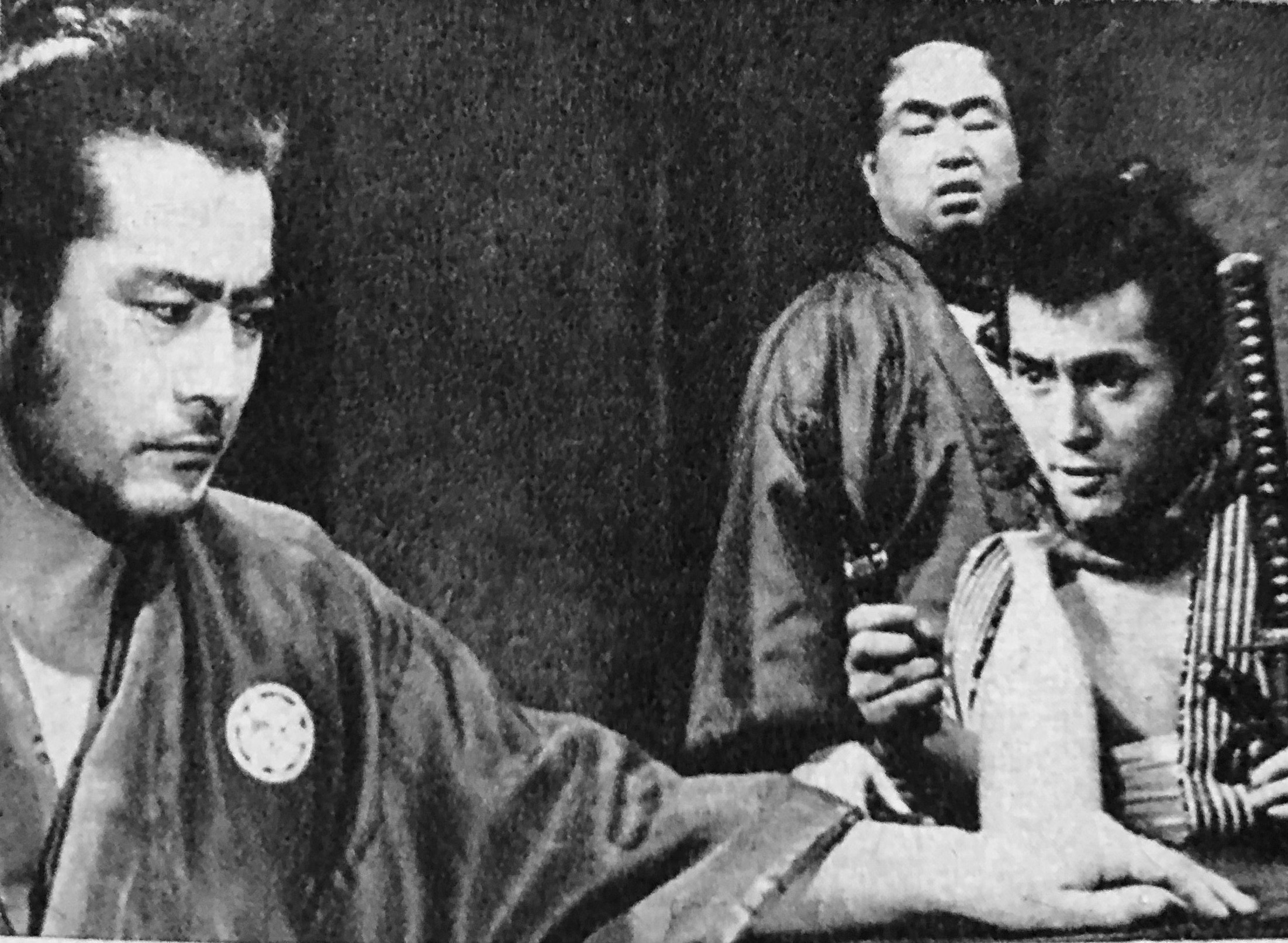
三船敏郎、加東大介、仲代達也

からっ風が吹きすさぶ中、一人の風来坊の浪人が足の向くまま、桑畑に囲まれた宿場町・馬目宿へとやってくる。そこは賭場の元締めである馬目の清兵衛一家と、清兵衛の弟分で跡目相続に不満を持って独立した丑寅一家との抗争によって荒廃していた。二人はそれぞれ町の有力者である名主の多左衛門と造酒屋の徳右衛門を後ろ盾にして抗争は泥沼化し、町の産業である絹取引きも中断していた。ふらりと立ち寄った居酒屋の権爺からあらましを聞いた浪人は、酒代の代わりに馬目宿を平穏にしてやるという。
浪人は丑寅の子分を挑発して瞬時に三人を斬り倒す。これを見た清兵衛一家は浪人を用心棒として五十両で雇い、祝いの酒席で清兵衛に名前を尋ねられた浪人は窓の外の桑畑を眺め、とっさに桑畑三十郎と名乗る。凄腕の浪人を手に入れた清兵衛は、一気に抗争の決着を付けるとして総力を挙げて攻め入ろうとするが、清兵衛と女房のおりんが事が済んだら三十郎を始末する算段をしていたことがばれ、三十郎は土壇場で報酬を突き返して足抜けしてしまい、高見の見物を決め込む。三十郎の狙いは本格的な抗争を起こさせて両勢力を共倒れさせることにあったが、そこに八州廻りが来るとの一報が届き、抗争は中止となってしまう。役人の逗留中は平穏を装い休戦することとなったが、清兵衛と丑寅は互いに大金を積んで三十郎を雇おうとし、三十郎は居酒屋で様子を見続ける。
十日後、隣の宿場町で町役人が殺されたとの報が届き、八州廻りは去った。しかし再開するかと思われた抗争はそのまま沈静化してしまう。実は、丑寅の腹心の弟である切れ者の卯之助が帰参し、仲介役となって手打ちの算段を始めたのだった。またもや計画が狂う三十郎であったが、町役人殺しは八州廻りを早く町から追い払いたいと考えた丑寅が仕組んだことと知り、雇われた下手人を捕らえて清兵衛に売りつける。一転して有利となった清兵衛は手打ちを破談にするも、今度は卯之助がその下手人を始末した上で、清兵衛の息子である与一郎を捕まえ再び形勢が逆転する。しかし、清兵衛側も徳右衛門の情婦おぬいを人質にし、丑寅と清兵衛は与一郎とおぬいを人質交換する約定を取り交わす。結果、人質交換はどうにか済んだものの、三十郎は、おぬいの正体が、しがない農夫・小平の妻で、徳右衛門と丑寅の企みによって借金のかたにされ、無理やり妾にされたことを知る。三十郎は丑寅の用心棒となって彼らを油断させ、もともと小平の家だったが今はおぬいが囚われた一軒家をひそかに急襲、見張りを皆殺しにして彼女を助け出し、小平に妻子を連れて町から去るように告げる。
おぬいを逃がしたのが清兵衛一家の仕業と考えた丑寅一家は、遂に一線を越えて多左衛門の絹倉庫に火を放ち、清兵衛一家も報復として徳右衛門の酒蔵を襲う。抗争は激化し、町の至るところに死体が転がる惨状となる。一方、気の利かない小平はわざわざ町に戻って来て、三十郎への礼状を権爺に託していた。町をいたずらに混乱させるとして三十郎の策謀に怒っていた権爺は、事情を知って彼に好意的となっていたが、他方で卯之助が真相に気づくきっかけとなってしまう。手紙が証拠となって三十郎は丑寅一家に監禁されてしまい、おぬいの居場所を吐かせるため激しい拷問を受ける。見張りの隙を突いて逃げ出すことに成功した三十郎は、命からがら権爺の店に逃げ込み匿われる。権爺が「すぐ出て行った」と嘘をついたことで三十郎が清兵衛に匿われていると思った丑寅一家は、ついに清兵衛の家に火を放ち、燻り出された清兵衛一家を皆殺しにする。
気息奄々だった三十郎は権爺に助けられて町外れのお堂で静養していたが、権爺が握り飯と傷薬を運ぶ途中で丑寅一家に捕まったと棺桶屋から知らされる。三十郎は権爺が護身用にとくれた包丁と棺桶屋が用意した刀を持ち、権爺を助けるために再び町へ戻る。白昼の町辻で三十郎と丑寅一家が対峙する。短銃を構えた卯之助に対して、三十郎は彼の腕に包丁を投げつけて銃を封じ、瞬く間に丑寅一家を次々と斬り倒し、郊外の農家を飛び出して丑寅一家に加わっていた若者一人を見逃す。倒れた卯之助は弾切れになった短銃を持たせて欲しいと三十郎に乞い、実はまだ弾薬が残っている銃口を彼に向けるが、引き金を引く寸前に力尽きて絶命、ついに清兵衛一家と丑寅一家が全滅する。
一方、大店を潰された馬目宿の有力者二人は零落、多左衛門は発狂し、団扇太鼓を叩きながら徳右衛門を発作的に脇差で斬り殺し、放心状態でいずこへと去る。三十郎は権爺を縛っていた縄を斬り、「あばよ」と声をかけて平穏を取り戻した町を去ってゆく。

## 出演者
- 桑畑三十郎：三船敏郎
- 新田の卯之助：仲代達矢
- 清兵衛の女房 おりん：山田五十鈴
- 小平の女房 ぬい：司葉子
- 百姓 小平：土屋嘉男
- 居酒屋の権爺：東野英治郎
- 造酒屋 徳右衛門：志村喬
- 新田の亥之吉：加東大介
- 名主 絹問屋 多左衛門：藤原釜足
- 馬目の清兵衛：河津清三郎
- 清兵衛の倅 与一郎：太刀川寛
- 百姓の小倅：夏木陽介
- 番太の半助：沢村いき雄
- 棺桶屋：渡辺篤
- 用心棒 本間先生：藤田進
- 新田の丑寅：山茶花究
- 無宿者の熊：西村晃
- 無宿者の瘤八：加藤武
- 斬られる凶状持：中谷一郎、大橋史典
- 八州廻りの足軽：堺左千夫、千葉一郎
- 丑寅の子分 亀：谷晃
- 丑寅の用心棒 かんぬき：羅生門綱五郎
- 清兵衛の子分 孫太郎：清水元
- 賽の目の六：ジェリー藤尾
- 清兵衛の子分 坂下の松吉：佐田豊
- 馬の雲助：大友伸
- 清兵衛の子分 弥八：天本英世
- 清兵衛の子分 助十：大木正司
- 百姓の親爺：寄山弘
- 八州廻りの小者：大村千吉
- 百姓の古女房：本間文子
- 丑寅の子分：広瀬正一、高木新平、草間璋夫、小川安三、坂本晴哉
- 清兵衛の子分：草川直也、桐野洋雄、津田光男、大友純、向井淳一郎、熊谷二良、緒方燐作

## スタッフ
- 製作：田中友幸、菊島隆三
- 監督：黒澤明
- 脚本：菊島隆三、黒澤明
- 撮影：宮川一夫（大映）
- 撮影助手：斎藤孝雄[6]
- 美術：村木与四郎
- 録音：三上長七郎
- 照明：石井長四郎
- 音楽：佐藤勝
- 監督助手：森谷司郎
- 剣技指導：杉野嘉男
- 現像：キヌタ・ラボラトリー
- 製作担当者：根津博
- 剣技：久世竜
- 振付：金須宏

## 製作
黒澤プロダクションは、1960年公開の『悪い奴ほどよく眠る』が興行的に失敗したため、次の作品では収益が見込めるヒット作を作らなければならなくなった。そこで黒澤明は脚本家の菊島隆三にプロデュースを依頼し、二人で本作の脚本を共作した。菊島はその前に、藤本真澄の勧めに応じて成瀬巳喜男監督作『女が階段を上る時』を担当しヒットさせており、黒澤から「こんどはオレのもやってくれよ」と頼まれた。黒澤プロは東宝との提携で映画制作を行うことになっており、本作から『赤ひげ』までのプロデューサーは、黒澤プロ側は菊島、東宝側は田中友幸が務めた。
本作の企画は、1956年5月21日にプロデューサーの本木荘二郎が企画する黒澤の「時代劇三部作」の1つとして新聞報道されており、本木は「『用心棒』ではアメリカの私立探偵ものによくあるハード・ボイルドな浪人者を時代の典型としてうち立てる」と語っている。本木の発言のように、本作の設定はダシール・ハメットのハードボイルド小説『血の収穫』を参考にしており、黒澤も「ほんとは断らなければいけないぐらい使ってるよね」と語っている。
撮影は1961年1月14日から4月16日まで行われた。タイトルバックは甲府市でロケーション撮影が行われ、馬目宿は東宝撮影所の「農場オープン」と呼ばれたオープンセットに作られた。4月17日にダビング作業を開始し、封切り5日前の4月20日に検定試写をして完成した。撮影は大映から招かれた宮川一夫が担当し、撮影助手に斎藤孝雄、セカンド撮影助手に木村大作が付いた。

## スタイル
黒澤が「映画の楽しさ、面白さを思い切り出したものにしたかった」と語る本作は、理屈抜きの娯楽映画として作ることを初めから念頭に置いていた。黒澤は理屈を考えだすと作品全体が崩れてしまうため、我を忘れたような気持ちで作ることで、活動大写真のような作品を狙ったという。黒澤は徹底的に娯楽を追求したことについて、次のように語っている。
そのため設定も時代考証を二の次にし、伝統的なチャンバラ映画における身分関係や忠義などの封建的要素も排除して、大胆に時代劇映画の形式から逸脱した。三船敏郎演じる主人公の桑畑三十郎は、侍の規則ずくめの行動を無視し、心理的に深追いせずに行動中心のハードボイルド的な人物として描かれている。衣装デザインは黒澤自らが手がけ、仲代達矢演じる新田の卯之助にスコットランド製のマフラーを巻かせるなど、登場人物の造形を優先させている。宿場町のオープンセットでは、ヤクザの喧嘩を派手に描くため、道幅を江戸時代のそれより広くとっている。そのセットに大量の砂を撒き、セスナのプロペラ1基を含む東宝の扇風機を総動員して風を起こし、西部劇のように空っ風が吹き、砂埃が舞う光景を作った。民家のセットでは、雨戸にワックスを塗ることで凍りつく寒村の雰囲気を表現している。
本作ではそれまでの東映時代劇に象徴される歌舞伎的な立ち回りではなく、リアルな殺陣を追求した。黒澤は「いままでのチャンバラを見てると、斬られるのを待ってる、みたいにノンキでしょう。とにかくいっぺん本式の立ち回りやってみようじゃないか」と述べている。殺陣師の久世竜は暴力的で荒々しい殺陣を取り入れた。三十郎は一人につき二回斬っているが、これは黒澤が一度斬ったぐらいでは止めを刺せないと考えたためである。また、刀の斬殺音は本作で初めて取り入れられた。これは黒澤が「人を斬ればやっぱり音がするものだろうな」と効果担当の三縄一郎に相談を持ちかけたのがきっかけで生まれた。三縄はいろいろな肉を切って試したが、牛や豚は肉が軟かくて骨らしい感じが出ず、最終的に鶏肉に割り箸を突き刺し、それを斬ったり叩いたりして音を作り出した。
従来の時代劇にはない残酷な描写も取り入れている。オープニングで人間の手首を咥えた野良犬が登場するシーンや、序盤で三十郎が凶状持ちの腕を切り落とすシーンがそれである。前者のシーンは、黒澤が撮影現場に落ちていた手袋を、一瞬だけ人間の手首と見間違えたというエピソードがヒントになったという。これらの手首や腕は、ヤクザの子分役で出演した大橋史典がゴムで作り、黒澤はあまりのリアルさに気持ち悪がったという。血しぶきの描写も一度だけ使用しているが、夜間シーンで画面が暗く血糊の量も少ないため目立ってはいない。そのため黒澤作品で初めて血しぶきの演出を行ったのは続編の『椿三十郎』だと誤解されている。
撮影には望遠レンズを多用することで、殺陣の迫力やスピードを効果的に見せている。黒澤は250～500ミリの望遠レンズで三船の立ち回りを撮影すると、表情がはっきり見えてアクションもより速く見えると語っている。黒澤がそのシーンのフィルムを編集で見ると、何も映っていないコマがあり、びっくりして映写してみると、ちゃんと見えたという。撮影は宮川がメインだが、複数のカメラを使用するマルチカム方式で撮影するため、斎藤がサブとしてもう1台のカメラを担当した。斎藤は黒澤に「宮川が撮影した分だけで映画ができるから、お前は好きなようにやれ」と言われ、500ミリの望遠レンズを使って自由にかつ大胆に撮影し、完成作品にも斎藤の撮影分が多く使用された。

## 公開
1961年4月25日、本作は日本国内で劇場公開された。同時上映作品は森繁久彌主演の『社長道中記』である。国内配給収入は3億5100万円で、同年度の邦画配給収入で4位にランクした。アメリカでは、同年9月にセネカ・インターナショナルの配給により、英語字幕版と吹き替え版の両方で公開された。

## 評価

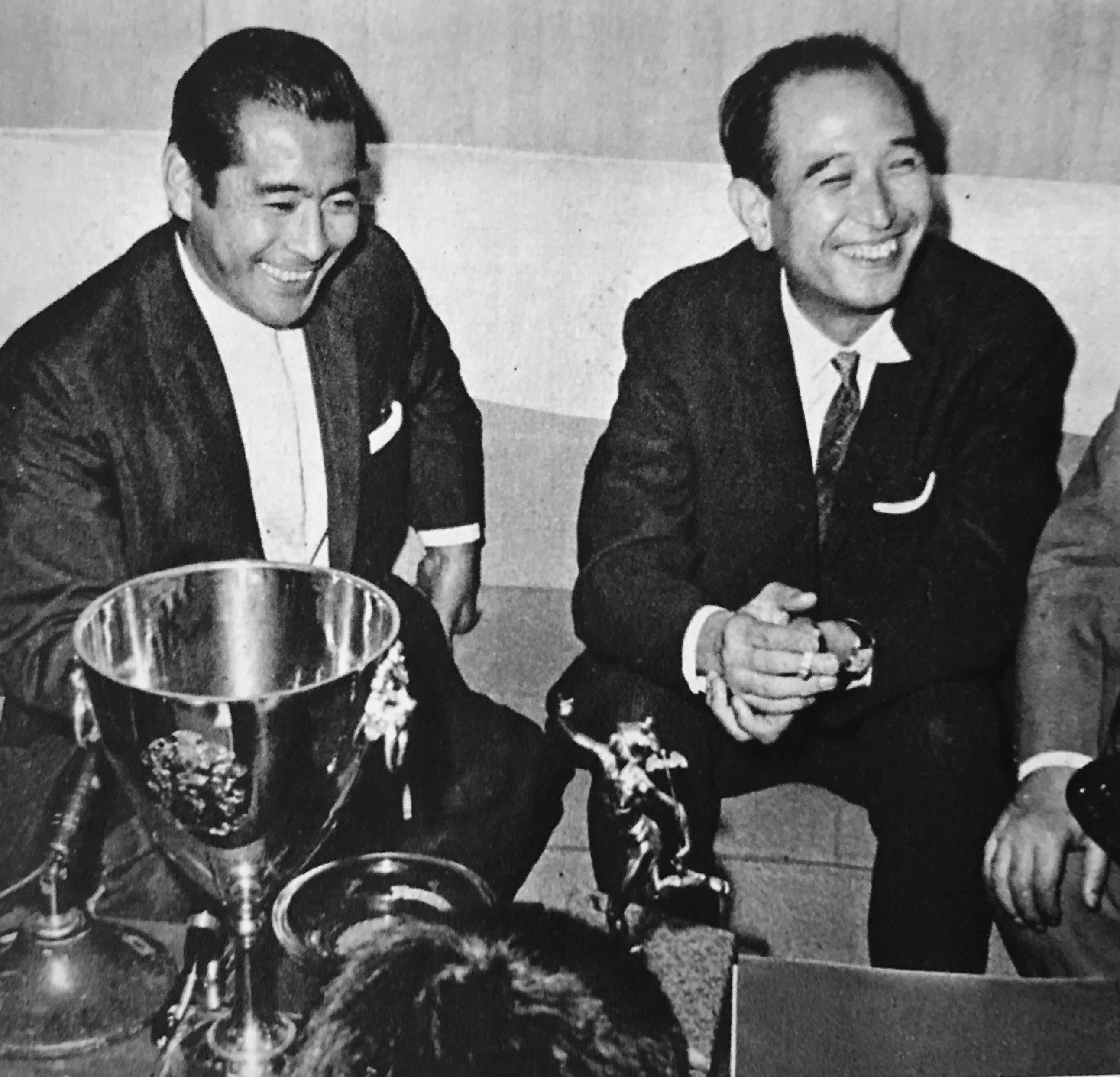
ヴェネツィア国際映画祭男優賞のトロフィーを前にして。三船敏郎と黒澤明（1961年9月7日）

本作は第35回キネマ旬報ベスト・テンで日本映画第2位に選ばれる高評価を受けた。海外でも高く評価されており、アメリカの映画批評家ロジャー・イーバートは本作に最高評価の星4つを与え、自身が選ぶ最高の映画のリストに加えている。フランシス・フォード・コッポラは、2012年にBFIの映画雑誌サイト・アンド・サウンドが発表した「史上最高の映画ベストテン」の監督投票で、本作をベスト映画の1本に投票した。映画批評集積サイトのRotten Tomatoesには40件のレビューがあり、批評家支持率は95%で、平均点は8.84/10となっている。
2008年にイギリスの映画雑誌エンパイアが発表した「歴代最高の映画500本」で95位にランクした。2005年にタイム誌が発表した「史上最高の映画100本」にも選出されている。日本では、1989年に文藝春秋が発表した「大アンケートによる日本映画ベスト150」で17位、1999年にキネマ旬報が発表した「オールタイム・ベスト100 日本映画編」で19位、2009年に同誌が発表した「オールタイム・ベスト映画遺産200 日本映画篇」で23位にランクした。

### 受賞とノミネートの一覧
| 賞                     | 部門                                   | 対象       | 結果       | 出典   |
| ---------------------- | -------------------------------------- | ---------- | ---------- | ------ |
| ヴェネツィア国際映画祭 | 金獅子賞                               | 黒澤明     | ノミネート | [ 41 ] |
| ヴェネツィア国際映画祭 | 男優賞                                 | 三船敏郎   | 受賞       | [ 41 ] |
| ゴールデングローブ賞   | サミュエル・ゴールドウィン国際賞（it） |            | ノミネート | [ 42 ] |
| アカデミー賞           | 衣裳デザイン賞                         | 村木与四郎 | ノミネート | [ 43 ] |
| キネマ旬報ベスト・テン | 日本映画ベスト・テン                   |            | 2位        | [ 3 ]  |
| キネマ旬報ベスト・テン | 男優賞                                 | 三船敏郎   | 受賞       | [ 3 ]  |
| ブルーリボン賞         | 主演男優賞                             | 三船敏郎   | 受賞       | [ 44 ] |
| 都民映画コンクール     | 銀賞                                   |            | 受賞       | [ 45 ] |
| 日本映画記者会賞       | 男優賞                                 | 三船敏郎   | 受賞       | [ 45 ] |

## 影響とリメイク
1964年公開のセルジオ・レオーネ監督のマカロニ・ウエスタン『荒野の用心棒』は、本作を非公式にリメイクした作品である。1963年に本作を鑑賞したレオーネがこれを西部劇に作り変えようとして制作した。しかし、ストーリーが酷似していることから、東宝は黒澤や菊島とともに著作権侵害で告訴した。黒澤もレオーネに権利料の支払いを求める手紙を送ったが、レオーネは黒澤から手紙をもらったことに感激し、周りの人たちに見せびらかしていた。最終的にイタリア側が盗作を認めたため日本側が和解に応じ、交渉には川喜多長政がかかわった。1965年11月に著作権保有者の黒澤と菊島は、『荒野の用心棒』の日本・台湾・韓国の配給権と、世界配給収入の15%を受け取ることでイタリア側と合意した。これを受けて東宝は、黒澤と菊島が日本配給権を獲得した『荒野の用心棒』を傍系の東和を通じて配給し、同年11月25日に公開した。
1966年公開のセルジオ・コルブッチ監督のマカロニ・ウエスタン『続・荒野の用心棒』も本作を下敷きにしているが、レオーネに『荒野の用心棒』として翻案するアイデアを提案したのはコルブッチだった。また、1996年にはウォルター・ヒル監督の『ラストマン・スタンディング』でリメイクされた。この作品は1998年11月15日に『日曜洋画劇場』でテレビ放送され、黒澤と親交の深かった淀川長治の最後の解説作品となった。
リメイクではないが、1992年公開のケヴィン・コスナー主演作『ボディガード』で、主人公たちが映画館で見る作品として本作が登場し、1シーンがそのまま使われている。作品のタイトル自体が本作のアメリカ公開時の英題であり、他にも劇中で本作を含む黒澤作品へのオマージュが見られる。
またこの作品のパロディとして1971年公開の『地平線から来た男』と言う映画も知られている。
三船は他監督の作品でも三十郎と同様の役柄を演じている。1970年公開の岡本喜八監督作『座頭市と用心棒』では、三船が同じような衣装で用心棒として登場するが、役名は佐々大作となっており、役作りも異なる。同年公開の稲垣浩監督作『待ち伏せ』では本名不明の用心棒を演じている。1971年公開のテレンス・ヤング監督作『レッド・サン』では日本使節団の一員の侍役を演じたが、随所に三十郎を彷彿とさせるシーンが見られる。

## 舞台
2002年11月、梅田コマ劇場及び新宿コマ劇場にて上演。
キャスト
- 桑畑三十郎 - 松平健
- 卯之助 - 永島敏行
- 馬目の清兵衛 - 近藤洋介
- 新田の丑寅 - 横内正
- 女郎屋の女主人・おりん - 大空真弓
- 棺桶屋の桶重 - 藤村俊二